# Geschiedenis van Leuven

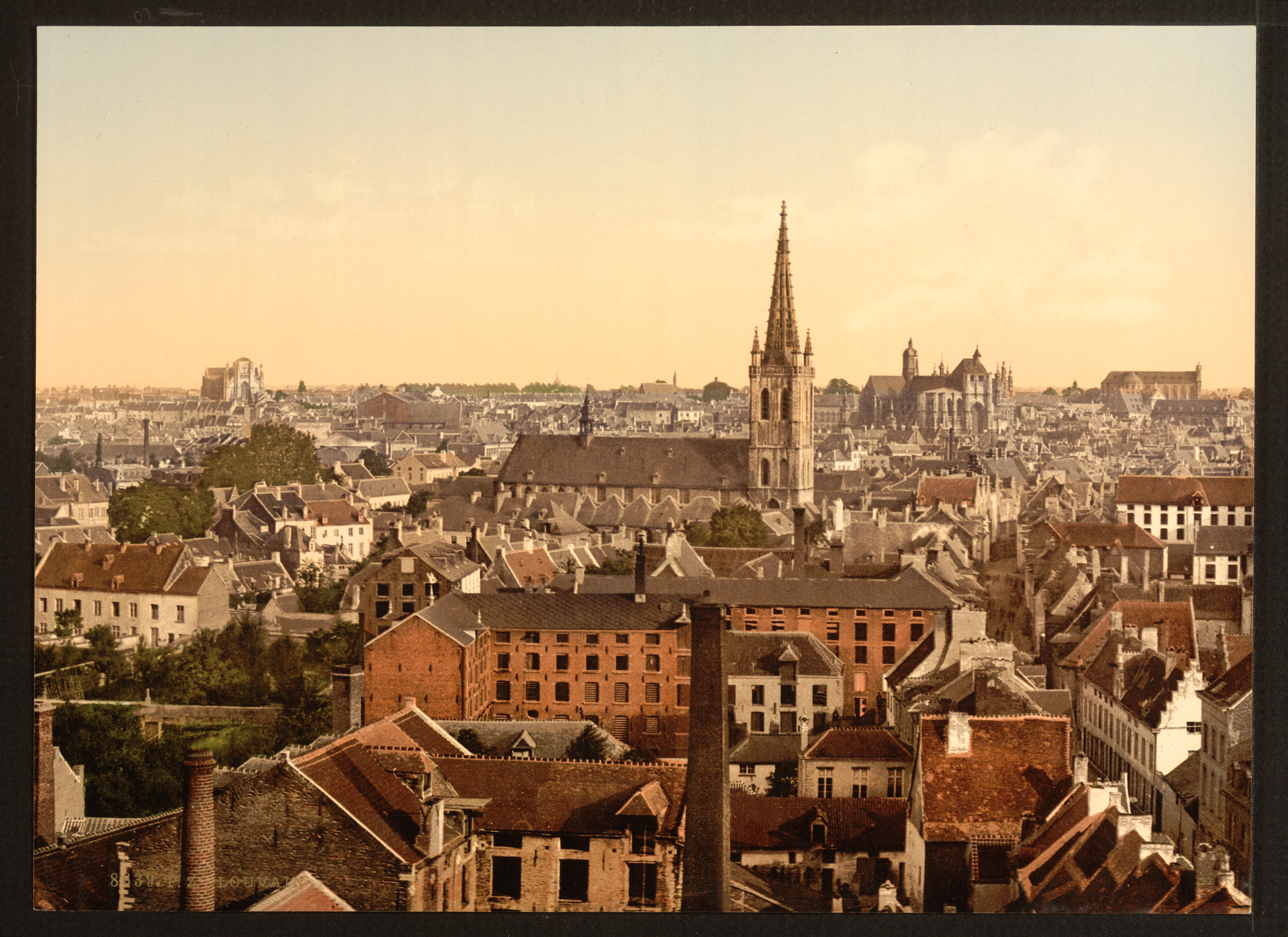
Leuven aan het einde van de 19e eeuw.

Dit artikel behandelt de geschiedenis van Leuven tot 1968.

## De vroegste bewoners (tot 58 v.Chr.)
In 130.000 v.Chr. waren de eerste mensen aanwezig in de streek. Hiervan getuigen enkele afslagen van vuursteen, gevonden rond Leuven. De eerste vaste bewoning kwam er echter pas rond 3500 v.Chr. Resten hiervan zijn onder andere het Monarkengraf en de naastgelegen ringwalheuvel in het Heverleebos in het zuiden van de gemeente.
Rond 160 v.Chr. leefden er twee stammen: de Nerviërs en de Eburonen, de Nerviërs ten westen en de Eburonen ten oosten van de Dijle. Ze bouwden hun nederzettingen vooral op de hoogten rond de Dijlevallei. Hun hutten waren van hout en leem, ze leefden van veeteelt en landbouw. Ook was er wol- en aardewerkproductie.

## De Romeinen (58 v.Chr. - 3e eeuw)
Toen Julius Caesar Gallië onderwierp, werden de Eburonen gedecimeerd, of als Toxandriërs verjaagd, maar niet uitgeroeid. De nieuwe bewoners waren de Tungri, waar ook Tongeren naar vernoemd werd, en waar de Eburonen in opgingen.
De Dijle was de grens tussen de Civitas Nerviorum (ten westen) en de Civitas Tungrorum (ten oosten), volgens historicus en Leuvens stadsarchivaris Edward Van Even. Deze indeling werd door de Kerk gebruikt tot in 1559 (bul Super Universas). Dit had tot gevolg dat het Leuvense gewest lange tijd tot twee bisdommen behoorde: Kamerijk (oorspronkelijk dioecesis Nerviorum) en Luik (oorspronkelijk dioecesis Tungrorum). De woongebieden langs Dijle en Demer waren voor de Nerviërs en dus het latere bisdom Luik. Uit opgravingen is gebleken dat rond 50 n.Chr. er bebouwing was in het centrum van het huidige Leuven. De locatie van deze nederzetting - op het kruispunt van de weg Tienen-Elewijt en de Dijle - was zeer gunstig. Rond Leuven werden enkele Romeinse villa's gebouwd. Leuven en omstreken waren evenwel dicht bebost.
Na de invallen van de Germanen in de 3e eeuw was het inwonertal sterk verminderd.

## De eerste nederzetting en het graafschap Leuven (8e eeuw - 1150)

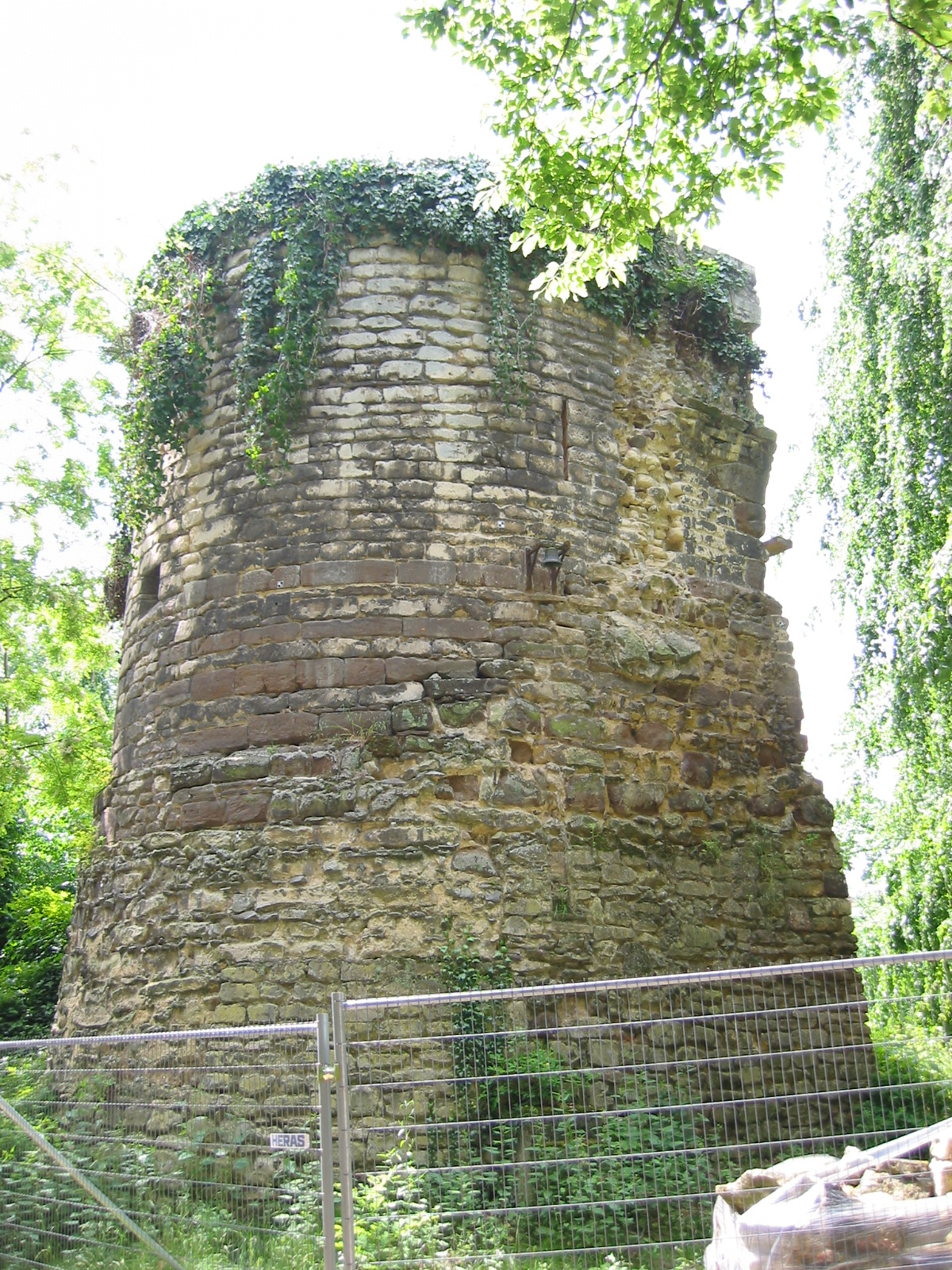
Een restant van de eerste omwalling in het Sint-Donatuspark.

In de 8e eeuw werd de bevolking tot het christendom bekeerd. Hubertus van Luik is hier een belangrijke naam. De eerste kerken werden gesticht, zoals vermoedelijk ook de Sint-Pieterskerk in Leuven.
Rond 700 telt Leuven enkele woonkernen. Vooral het huidige stadscentrum werd bewoond. Rond het jaar 1000 werden op andere delen van het grondgebied - langs de grote wegen - nederzettingen gesticht, bijna steeds met een kapel. Leuven telde ook een kleine groep vrije edelen.
In 870 was Leuven de hoofdstad van een gelijknamig graafschap. Dat graafschap besloeg het gebied tussen de Demer en de Dijle en tussen de Wasbeek en de Lobeek. Leuven werd waarschijnlijk als hoofdplaats gekozen door zijn gunstige ligging aan de Dijle en heirbaan Boulogne-Keulen. In 884 veroverden de Noormannen Leuven en konden er hun winterkamp opslaan omdat een Frankisch leger er niet in slaagde hen te verdrijven.
In 891 werd voor de eerste keer de naam Lovanium of Loven vermeld en wel in de Annales Fuldenses naar aanleiding van de Slag bij Leuven, waarbij Arnulf van Karinthië er de Vikingen wel kon verslaan. Voor deze naam zijn twee mogelijke verklaringen:
- Loven: lo staat voor bos en ven voor moeras. Een mogelijke betekenis voor Leuven is dus een moeras in het bos (dit is de Germaanse versie).
- Lovanium (ook: Luvanium) zou snel water betekenen, naar een snelstromend beekje ten zuiden van de huidige stad, waar de eerste bebouwing was geconcentreerd (dit is de Romaanse versie).

De eerste graaf van Leuven die in geschreven bronnen wordt vermeld, was Lambert I van Leuven, achterkleinzoon van Reinier I (875-915), die tussen 910-915 markgraaf was in het koninkrijk Lotharingen. Via zijn huwelijk met Gerberga van Neder-Lotharingen, dochter van hertog Karel van Neder-Lotharingen, verwierf hij eveneens een graafschap in de Brabantgouw, het zogenaamde graafschap Brussel, gelegen tussen de Zenne en de Dijle.
Lambert I gaf Leuven een nieuw aanblik. De oude burcht, die in 884 door de Noormannen veroverd is geweest, werd verplaatst naar een eiland in de Dijle. De eerste handel begon ook op te komen. Godfried I liet een nieuwe Sint-Pieterskerk bouwen, in Maasromaanse stijl. De kerk werd weldra de grootste van de regio: het schip was 24 meter lang en 8 meter breed, de zijbeuken waren 4 meter breed. Later kwam hier een toren bij en een crypte. De kerk was een teken van de groeiende welvaart en bevolking.
Het oudste stadsziekenhuis stond ook in Leuven. In 1080 stichtte Heryward het Sint-Pietersziekenhuis, waar armen een maaltijd en logies konden krijgen. In 1150 werd de eerste stenen omwalling gebouwd, ter vervanging van een aarden wal. Zo moesten de handel en nijverheid bevorderd worden. De omwalling was 2750 meter lang.
In 1085-1086 werd een tweede graafschap (gesitueerd tussen de Dender en de Zenne) uit de Brabantgouw onder vorm van landgraafschap door keizer Hendrik IV aan Hendrik III van Leuven in leen gegeven. Dit landgraafschap werd in 1183 tot hertogdom verheven, waardoor de institutionele grondslag van het hertogdom Brabant werd gelegd.
Het bestuur ging ook vooruit. Tussen 1100 en 1130 trad het Leuvens recht in werking, dat door de graven van Leuven ook werd opgedrongen aan andere steden. Rond 1140 was er ook reeds een schepenbank. Leuven was rond 1150 een echte stad geworden.
In 1106 had Godfried I van Leuven bovendien ook het hertogdom Neder-Lotharingen van de Duitse keizer in leen gekregen, waarin als ambtsleen het markgraafschap Antwerpen vervat zat. In 1190, meer bepaald op de landdag van Schwäbisch Hall, werd het hertogschap in Neder-Lotharingen echter alle gezag ontnomen. In ruil verkregen de graven van Leuven het recht om hertogelijk gezag uit te oefenen binnen hun eigen territoria. Dit wordt historiografisch als het ontstaan beschouwd van het hertogdom Brabant. Godfried probeerde het oosten van de stad wat dichter te bevolken, onder andere door de stichting van de Abdij van 't Park.
In 1055, 1130 en 1176 woedden in Leuven grote stadsbranden.
Tot 1252 mochten er in de kapellen geen sacramenten toegediend worden, buiten hosties uitdelen. Ook mochten er geen begrafenissen gehouden worden. In 1252 werd Leuven ten slotte opgedeeld in vijf parochies.

## De eerste bloei (1150-1350)

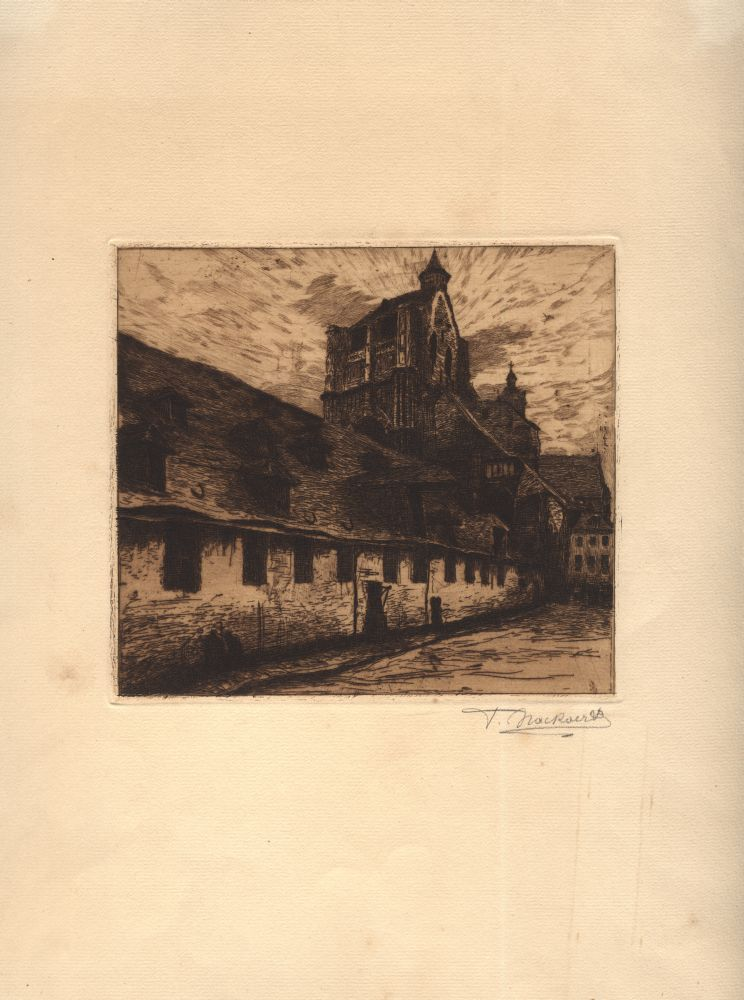
Ets van de Leuvense vleeshal, gebouwd in de 17e eeuw nadat de vorige was afgebrand. In 1914 werd het gebouw vernield, waarna het Matthieu de Layensplein op de vrijgekomen plaats werd aangelegd.

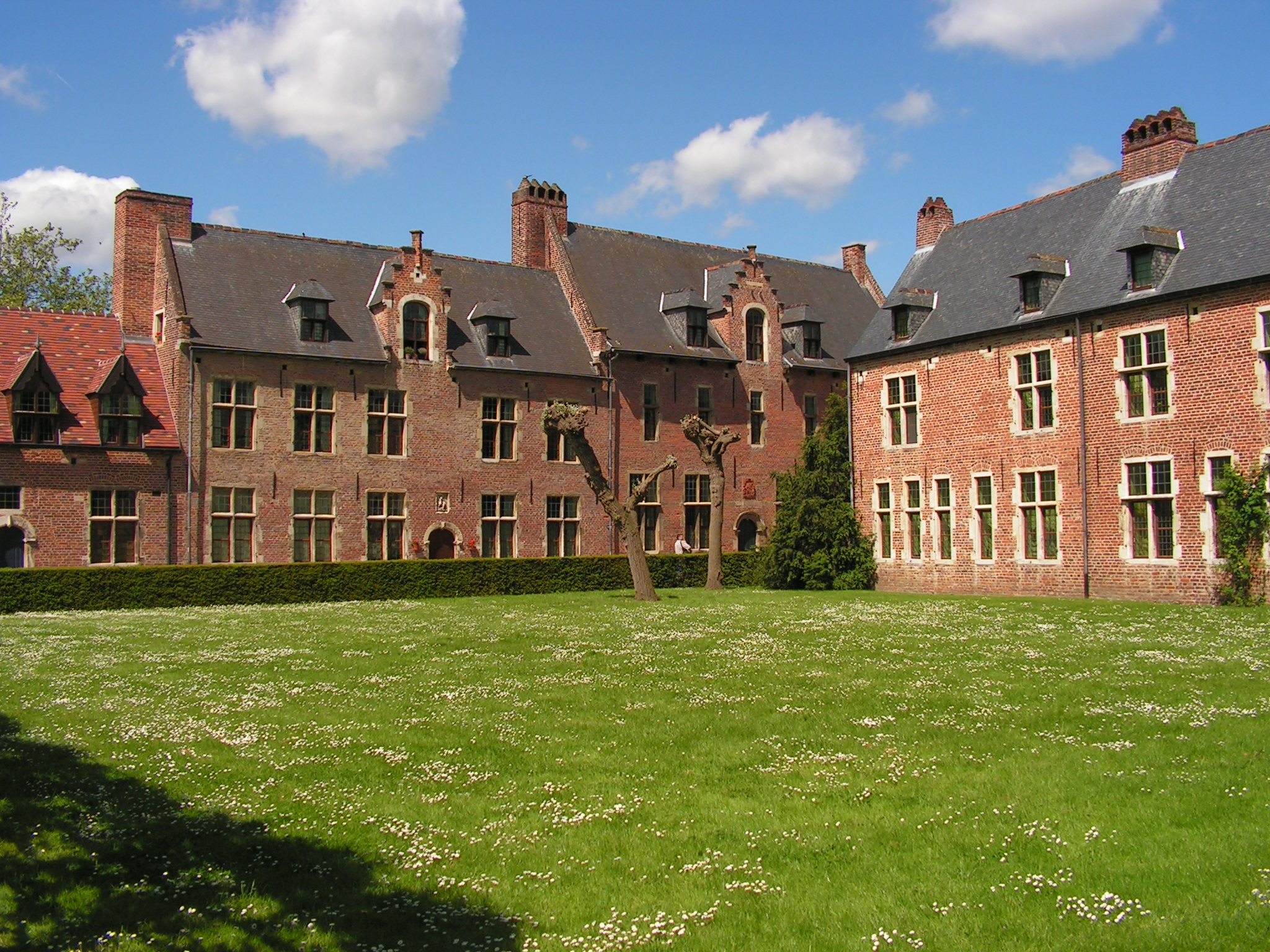
Het Groot Begijnhof

Hoewel in 1267 Brussel de hoofdstad van het hertogdom werd, bleef Leuven nog lange tijd belangrijker dan Brussel. Jan I verplaatste waarschijnlijk zijn residentie naar Brussel omdat de Leuvenaars geprotesteerd hadden tegen zijn aanstelling.
De macht van Leuven groeide echter, onder andere door de geldnood van de hertogen. Die moesten daarom geld lenen van de steden. De steden kregen in ruil nieuwe voorrechten. Zo was in 1234 het grootste deel van het Loo, het gemeentebos, eigendom van de stad. In datzelfde jaar werden ook hun rechten opnieuw omschreven. Leuven hoefde niet langer te betalen voor zijn stadswallen. Alleen de plaatselijk rechtbank (zeven schepenen, onder leiding van een meier) mocht in Leuven recht spreken.
De bevolking groeide gestaag. Enkele duizenden inwoners woonden nu in Leuven. Die bevolking kon echter niet onderhouden worden bij gebrek aan voldoende landbouwgrond en daarom weken velen uit. Maar de groei zorgde ook ervoor dat men niet meer boer hoefde te worden. Een beroep in de handel of de nijverheid werd mogelijk.
Daar waren wel gebouwen voor nodig. In 1216 telde Leuven onder meer een vishuis, een broodhuis (op de huidige Grote Markt), een vleeshal (huidige Matthieu de Layensplein) en een lakenhal, die tegenwoordig deel uitmaakt van de Katholieke Universiteit Leuven.
Deze hallen waren eerst eigendom van de hertog, later van de stad. Ook liet de hertog wegen en bruggen aanleggen. Een voorbeeld van de groeiende nijverheid is de wolindustrie. Rond 1250 trokken relatief veel textielarbeiders vanuit Vlaanderen naar Leuven.
Nu was er een grote bevolkingsgroei: rond 1300 waren er 20.000 inwoners. Na 1340 kwam er echter weer een terugval. Het zou tot 1800 duren voordat dit aantal weer behaald werd.
De kloosterorden kwamen ook naar Leuven, zoals de minderbroeders (in 1233), de augustijnen (in 1248) en de Magdalenazusters (in 1248). Ook de begijnenhoven - het Groot Begijnhof (in 1232) en het Klein Begijnhof (rond 1275) - werden gebouwd.
De bebouwing was in de stad zelf nog erg landelijk: slechts enkele straten waren gekasseid, de bebouwing was niet aaneengesloten, maar ertussen stonden tuinen en wijngaarden. Ook waren, buiten de kerkelijke gebouwen en de huizen van enkele rijke patriciërs, alle huizen van hout en leem.

## Leuven verliest aan belang (1350 - 1400)
Brussel werd weldra groter en rijker dan Leuven. Ook Antwerpen groeide. Intussen staken sociale spanningen de kop op in Leuven. De lonen waren laag, de kans op hongersnood groot. De hertog kon het steeds minder goed vinden met de stad. Bovendien verminderden de lakenindustrie en de wijnhandel. Daarbij kwam dan nog de uitbreking van de Brabantse Successieoorlog in 1355, net toen Leuven diep in de geldbeugel moest tasten voor een nieuwe omwalling. Deze werd in 1360 opgeleverd en was meer dan zeven kilometer lang.
De dure vestingsmuren werden voorzien van acht poortgebouwen, waarbij de stad letterlijk gesloten kon worden. De namen van de acht poortgebouwen zijn de volgende, met de oudste namen tussen haakjes vermeld: de Diestse poort (Dorpstrate Buiten-Poort; Vlierbeekse poort); de Tiense poort (Hoelstrate Buiten-Poort); de Parkpoort; de Naamse poort (Poort te Hove ter Beke; Hoovepoort; Heverse Poort); de monumentale Tervuurse poort (Groefpoort; Bankpoort; oude Brusselse poort) waarbij de reizigers die door de poort gingen onder de wortels van bomen stapten; de Brusselse poort (Wyngaerdenpoort; Vilvoordse poort); de Mechelse poort (Wilselse poort; Buiten-Borch poort) en ten slotte de Kanaalpoort (Utlake poort; Sint-Jobspoort; Aarschotse poort; Vaartpoort).
Op het hoogste punt werd nog een (te) dure toren gebouwd, genaamd Grote Toren, die later Verloren Kost werd genoemd, want deze vestingstoren werd nauwelijks gebruikt. De nieuwe vesting was nodig om de 'buitenparochies' van Leuven zoals Sint-Kwintens en Sint-Jacobs te beschermen tegen invallen van de Vlaamse graaf Lodewijk van Male. De omwalde oppervlakte van de stad werd op die manier bijna zeven keer groter. Tot 1750 werd er echter alleen gebouwd rond de grote wegen, pas tijdens de 20e eeuw raakte het gebied helemaal dichtgebouwd.

## De stichting van de universiteit (1400 - 1600)

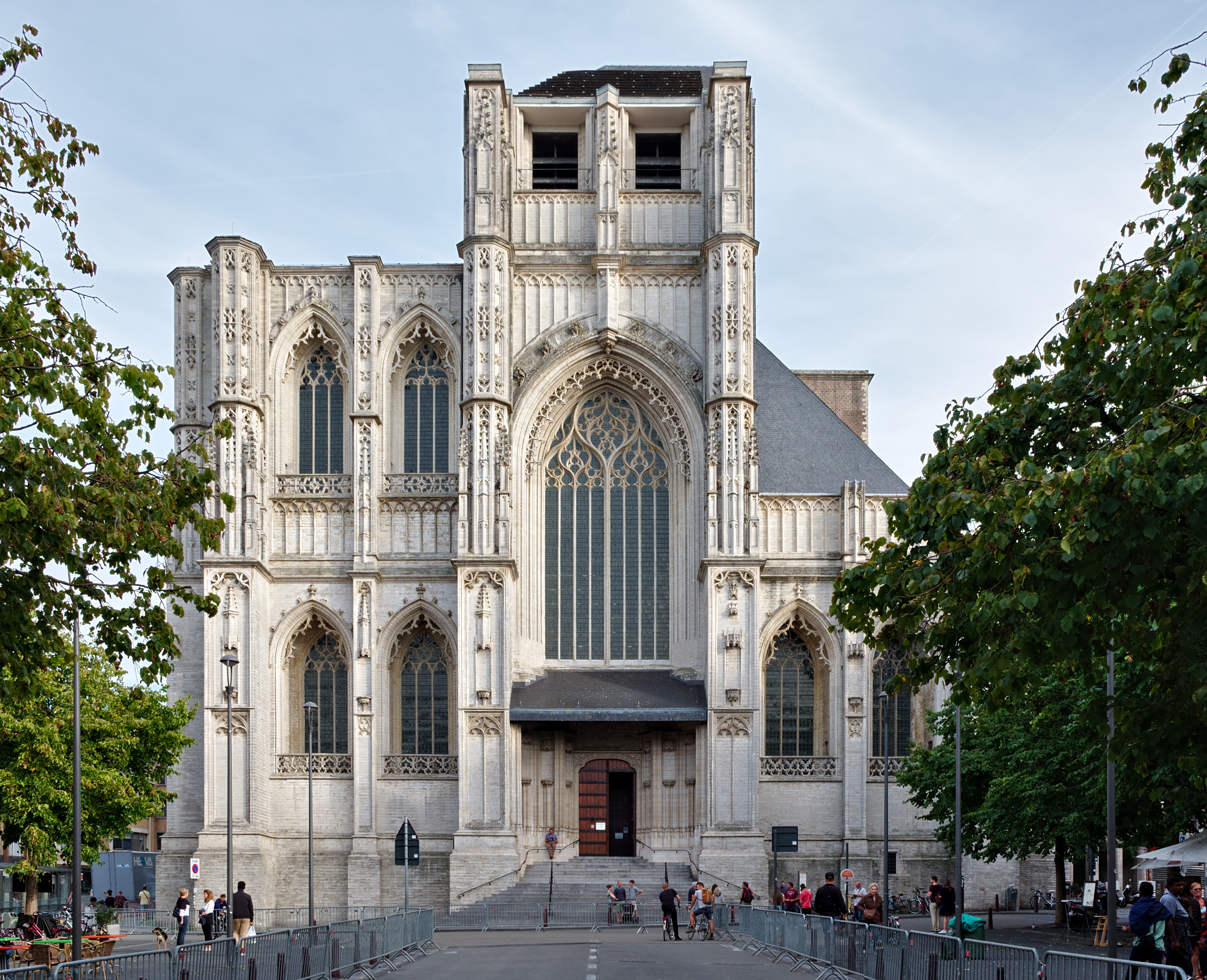
De westgevel van de Sint-Pieterskerk, die drie torens had moeten dragen.

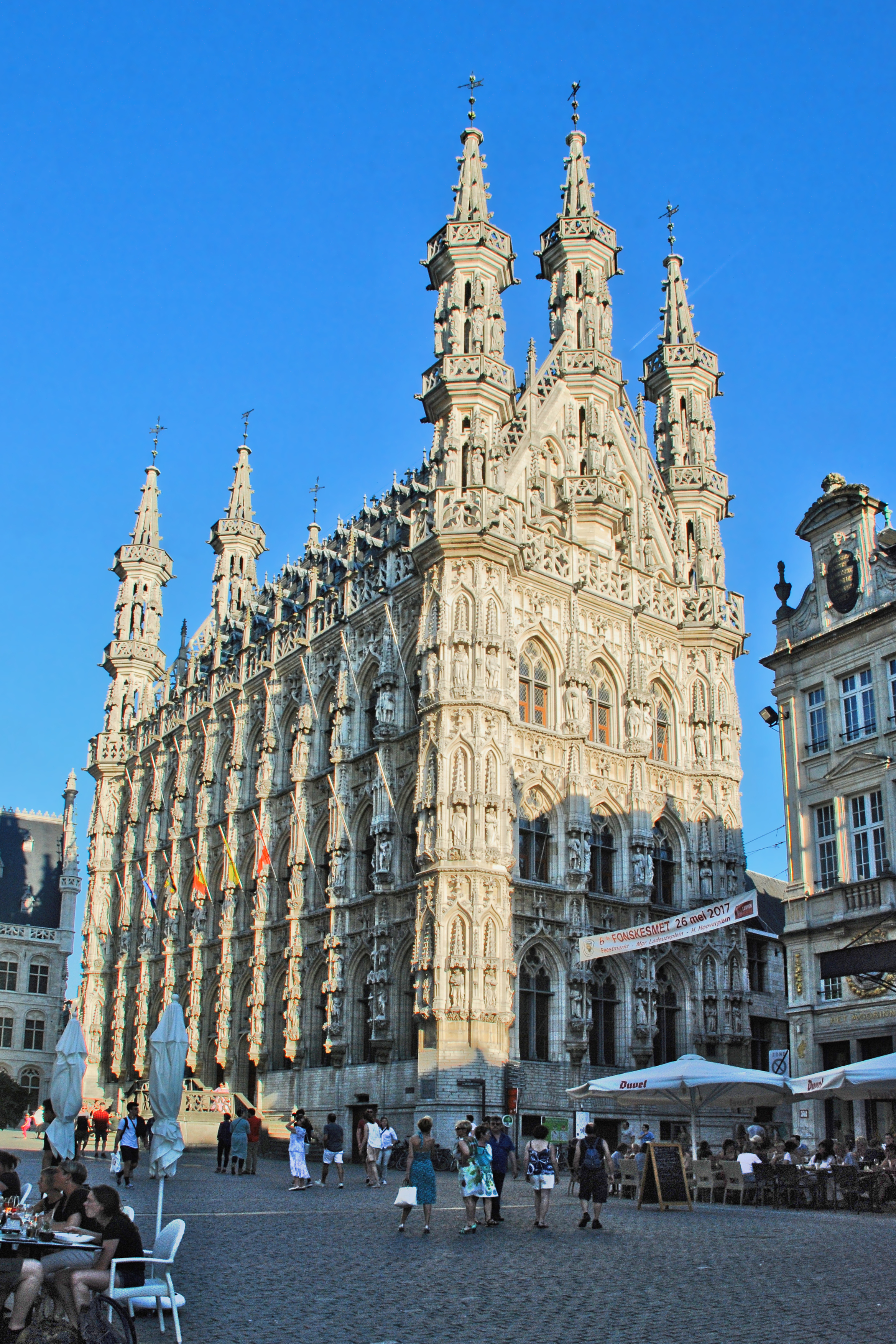
Het stadhuis van Leuven.

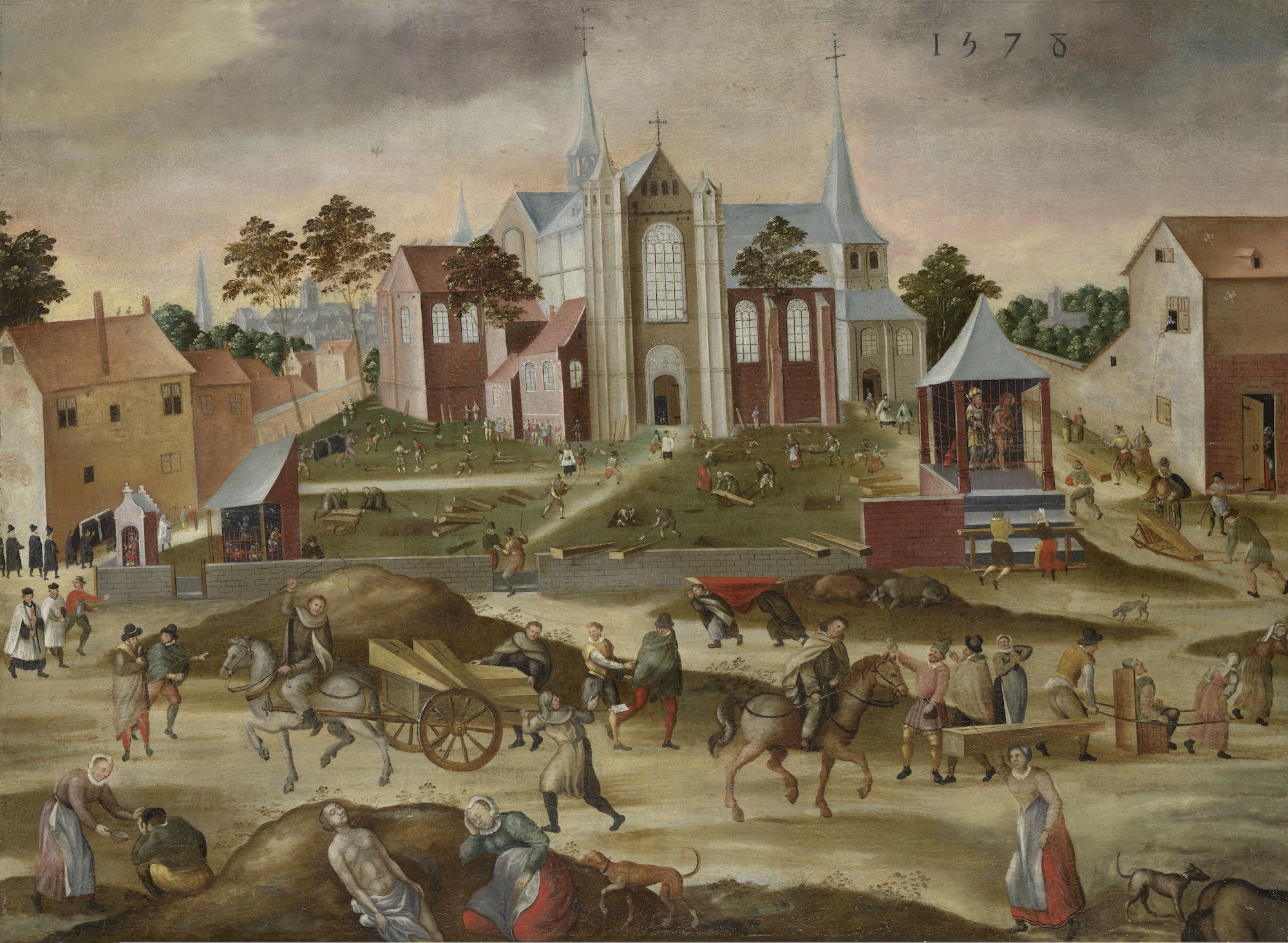
De pestepidemie van 1578

Omstreeks 1400 werden enkele nieuwe nijverheden geïntroduceerd in Leuven: de linnenweverij, de lederbewerking, ... De bevolking werd weer rijker, en zo steeg ook het bier- en wijnverbruik, zodat nieuwe brouwerijen konden ontstaan.
In 1410 kreeg de Sint-Pieterskerk een nieuw koor. Daarna werd de oude kerk geleidelijk afgebroken en vervangen door een driebeukige kerk in Brabantse gotiek. Sulpitius van Vorst leidde de werken tot zijn dood in 1439. Jan II Keldermans en Matthijs de Layens volgden hem op. Het oorspronkelijke plan is, zoals bij zovele grote kerken, nooit helemaal uitgevoerd. De torens zouden 168 meter hoog moeten worden, maar geraakten ten gevolge van stabiliteitsproblemen niet boven de 50 meter. Na een instorting werden ze zelfs nog lager.
Tussen 1439 en 1469 werd het stadhuis gebouwd. De werken stonden onder toezicht van drie bouwmeesters: Van Vorst, Keldermans en De Layens. Het stadhuis is een prachtig bewijs van de bloeiende beeldhouwkunst in de 15e eeuw. Ook het Tafelrond werd toen gebouwd. Het oorspronkelijke gebouw werd gesloopt in 1818 en na de Eerste Wereldoorlog vervangen door een reconstructie van het middeleeuwse gebouw.
De Universiteit Leuven, in het Latijn Studium Generale Lovaniense, werd gesticht in 1425 door Jan van Bourgondië die ook hertog Jan IV van Brabant was, gesteund door zijn raadgevers Engelbert van Nassau en Edmund van Dynter, samen met de burgerlijke overheid van de stad Leuven, die ook grotendeels de nieuwe instelling financierde. Paus Martinus V keurde deze stichting op 9 december 1425 met een pauselijke bul goed.
Vóór 1425 bestond in Leuven alleen maar een secundaire kapittelschool verbonden aan de Sint-Pieterskerk, en aanvankelijk waren de betrekkingen tussen de hoogleraren van de nieuwe Universiteit Leuven en dit kapittel niet bepaald vriendelijk. Het kapittel beschouwde de nieuwe universiteit immers als een concurrent. Bijgevolg speelde het dan ook geen rol in de stichting van de universiteit.
Voor Leuven waren enkele gouden jaren aangebroken. Deze duurden echter niet lang. Rond 1475 steeg de schuldenlast door de grote geldbehoefte van de hertogen. Er kwamen enkele opstanden, die snel neergedrukt werden en tot gevolg hadden dat er een boete betaald moest worden.
In de eerste helft van de 16e eeuw kwam er weer een korte opbloei van onder andere de boekdrukkunst. Maar daarna volgde voor Leuven opnieuw een erg sombere periode. Tussen 1525 en 1570 stegen de prijzen van levensmiddelen enorm, de economische expansie daarentegen stopte bruusk. De lonen daalden, het volk leed honger en morde. Bovendien woedde de pest in 1578. Tussen 1526 en 1579 halveerde daardoor het aantal bewoonde huizen. In 1542, 1572, 1576, 1578 en 1582 werd de stad belegerd. De universiteit was verlaten en Leuven was lang niet meer een grote stad.

## Het dieptepunt en de langzame heropbouw (1600 - 1790)
De situatie verbeterde stilaan tijdens de 17e-18e eeuw. In 1650 telde Leuven 12.880 inwoners, in 1730 14.650 en in 1784 19.000. Leuven bleef echter economisch onbelangrijk. Wel telde het nog steeds veel kloosters.
In 1635 stond Frederik-Hendrik van Oranje voor de stadspoorten van Leuven tijdens het Beleg van Leuven. Hij gaf het op na een geslaagde uitval van de Leuvenaars op zijn kamp.
In 1750 begon dan eindelijk het economische tij te keren. De industrie kwam naar Leuven. Vooral onder het Oostenrijks bewind bloeide Leuven weer. Er werden rijkswegen aangelegd, waaronder de steenweg naar Brussel, die in 1709 werd voltooid. Ze waren recht, breed en goed aangelegd. Dit stimuleerde het verkeer en dus de economische evolutie. Er moest bijvoorbeeld tol betaald worden. Dit werd later door de Fransen afgeschaft, maar door de Hollanders opnieuw ingevoerd.
Ook de Vaart naar Mechelen werd gegraven. Zo zou er een verbinding met de Rupel en met Antwerpen gecreëerd worden. Het kanaal zou 30 kilometer lang en 2,5 meter diep worden. Op 19 januari 1750 kreeg de stad toestemming het te graven. Toch rezen er al snel financiële en technische problemen. De brouwers - die veel voordeel hadden bij het kanaal - stelden voor het kanaal af te werken op hun kosten. Ze zouden dan wel toestemming moeten krijgen een speciale bierbelasting te heffen. In 1763 was het eindelijk voltooid. Het kanaal werd de Vaart der Brouwers genoemd, omdat die 75% van de kostprijs betaald hadden. Het resultaat bleef niet uit. Over de loop van de volgende tachtig jaar verdrievoudigde de bieruitvoer.
Leuven telde in 1764 52 brouwerijen, waar overal ongeveer 120 man werkte.

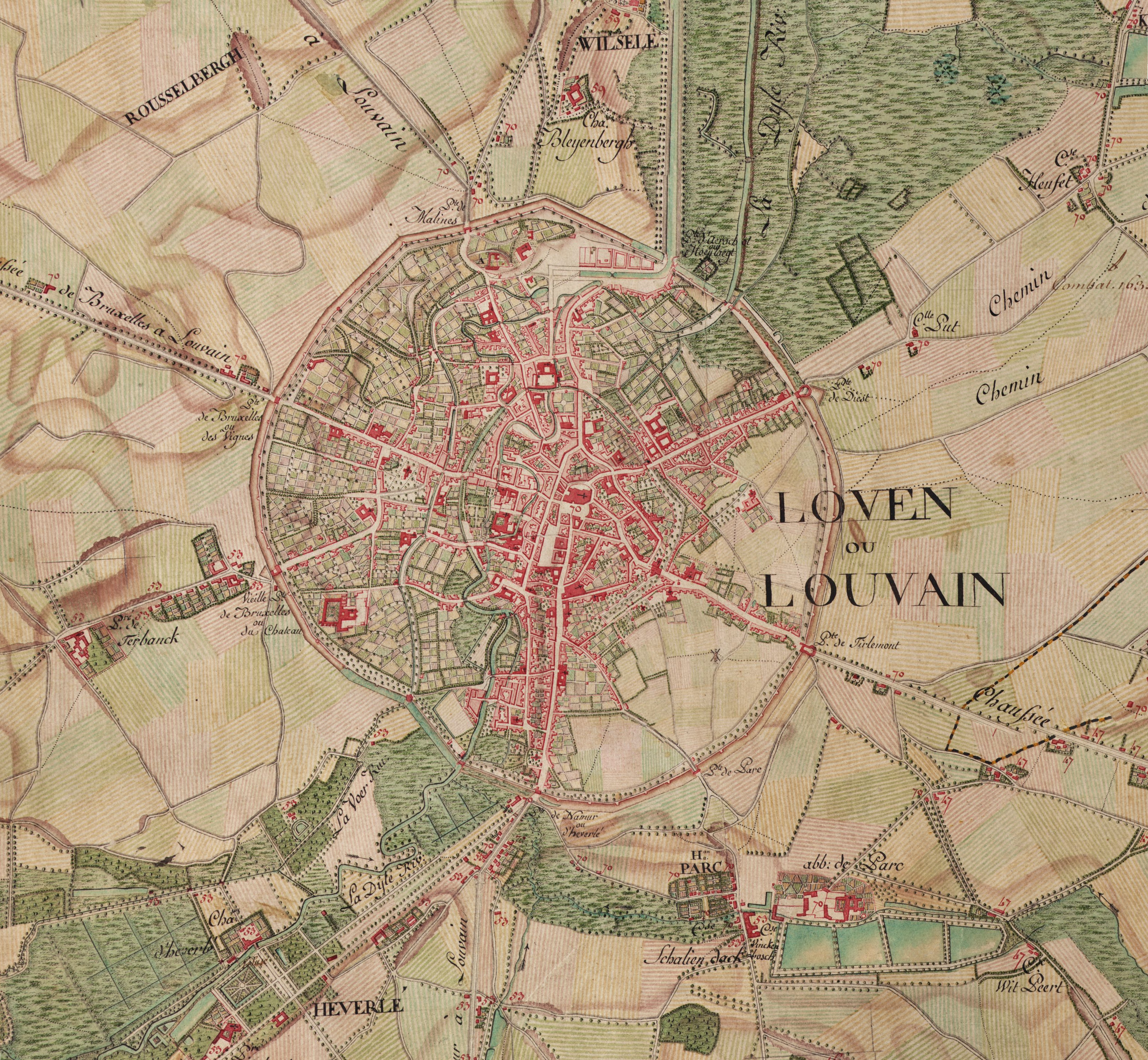
De Ferraris kaart uit 1775 toont reeds de Vaart.

Ook kleinere bedrijven werden opgericht in het nieuwe commerciële centrum rond de vaartkom.
De burgerij werd opnieuw rijker en nieuwe huizen werden gebouwd in classicistische stijl. 

Er werd ook aan stadsplanning gedaan: hoofdstraten werden verbreed en verbeterd. De binnenpoorten en binnenvesten verdwenen.
De kerkhoven werden uit het centrum verwijderd en vervangen door openbare pleinen. De watervoorziening verbeterde. Er werden pompen gebouwd, die onderhouden werden door de buurtbewoners zelf. In 1780 verschenen ook de eerste lantaarnpalen, vooral echter om het politieke oproer onder controle te houden. De stad werd ook properder. In 1688 moest er één keer per week voor het huis geveegd worden, in 1703 driemaal. Verpachte vuilnisomhalingen kwamen er vanaf 1729.
Onder keizer Jozef II werden tal van hervormingen doorgevoerd. Elf kloosterorden opgeheven en enkele faculteiten van de universiteit werden naar Brussel overgebracht. De Kerk werd volledig onder staatscontrole gebracht. Het keizerlijke seminarie werd in oktober 1786 opgericht, ter vervanging van het bisschoppelijk seminarie. De Leuvense bevolking was het niet altijd eens met die veranderingen.

## Onder Frans bewind (1790-1815)

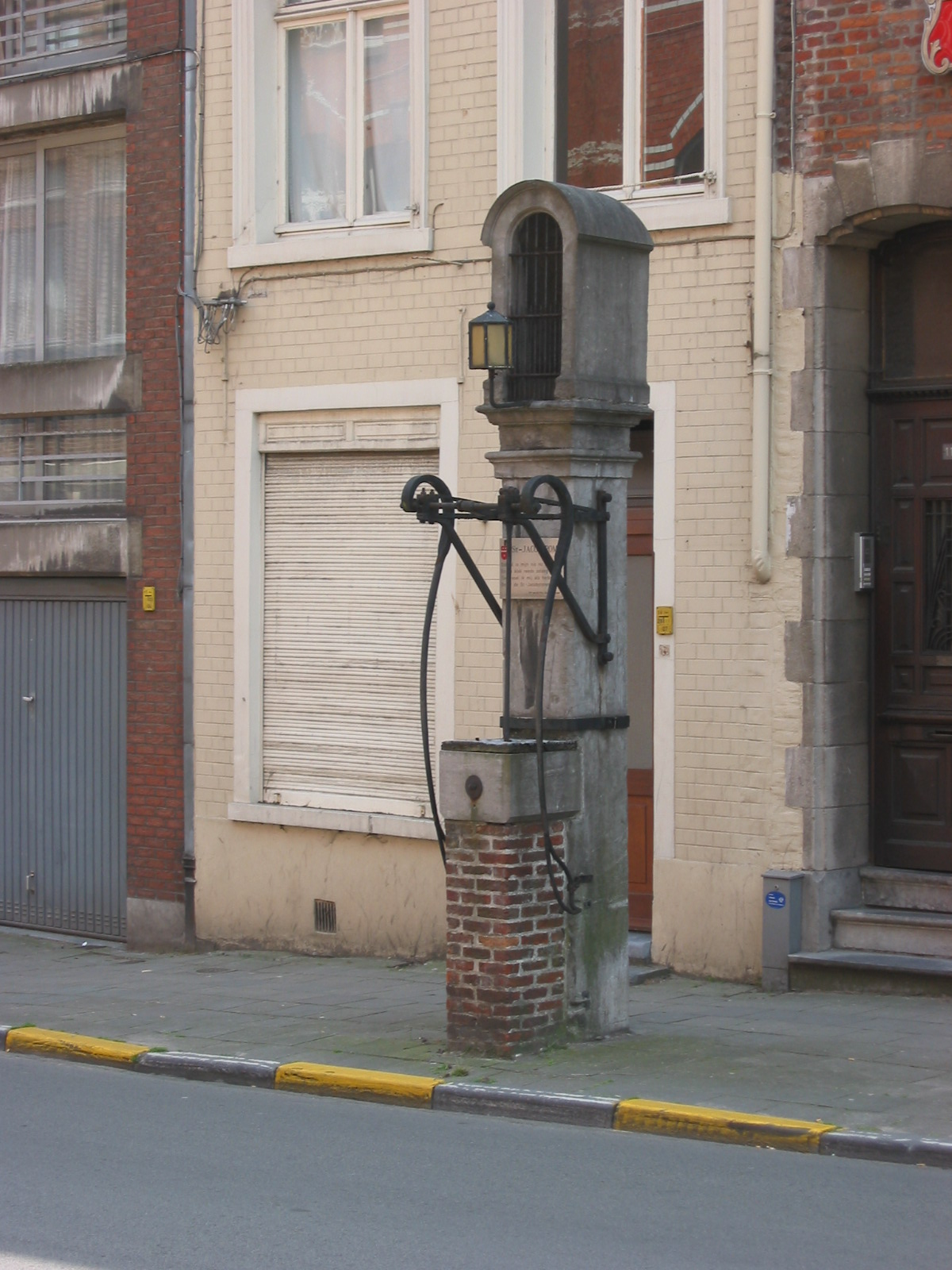
De Sint-Jacobspomp, genoemd naar de nabijgelegen kerk. Dit is een van de paar pompen die Leuven nog telt.

In 1790 bestonden even de Verenigde Nederlandse Staten. De universiteit werd opnieuw verenigd, het keizerlijke seminarie afgeschaft.
Op het eind van 1790 werd Leuven weer even Oostenrijks, maar op 27 juni 1794, na de slag bij Fleurus, was het Oostenrijks bestuur definitief vervangen door een Frans.
Al in maart hadden de Leuvenaars zich achter de Fransen geschaard. In de Sint-Pieterskerk (Saint-Pierre de la Réunion genoemd) verklaarden enkele inwoners zich solidair met Frankrijk.
Aanvankelijk was iedereen positief over het nieuwe bestuur, maar dat veranderde snel.
De vrijheid van de inwoners werd beperkt door de invoering van de dienstplicht en een godsdienstige dwang. Ook de kerk verloor aan macht en rijkdom.
Voor de universiteit was het ook een zwarte periode. Ze moest een schatting betalen. Dat gebeurde echter niet op tijd, waardoor veertien leden werden gevangengenomen.
De Vaart kwam ook onder het nieuwe bestuur. Ze werd niet langer onderhouden.
Leuven verloor macht en werd kleiner. Zo verloor het stadsbestuur in 1796 het bestuur over de zogenaamde Leuvense Vrijheid, het gebied rond de omwalling, zeven keer groter dan de eigenlijke stad. Pas met de gemeentefusie in 1977 werden die gebieden grotendeels opnieuw bij Leuven gebracht.
In 1795 werden gilden en ambachten afgeschaft. De resterende dertig kloosters werden afgeschaft, de universiteit gesloten.
Ook kerken werden gesloten. Even gingen er zelfs stemmen op de Sint-Pieterskerk te slopen om een plein voor het stadhuis aan te leggen.
De schatten uit kerken en kloosters werden weggevoerd, zo verdween een groot deel van de Leuvense kunstschatten uit de stad. Net als in Mechelen zijn de meeste niet teruggekeerd.
Na de staatsgreep van Napoleon in 1799 verbeterde de situatie. De kerken werden opnieuw geopend, het regime werd wat losser. Toen hij in 1803 een bezoek bracht aan de stad, werd hij hartelijk ontvangen.
Rond 1800 werd de eerste stadswal afgebroken, samen met de afgeschafte kloosters en colleges. Het wegennet werd opnieuw verbeterd. Ook werd er aan ruimtelijke ordening gedaan: er mocht niet meer willekeurig gebouwd worden.
Ook de buitenste omwalling zou eraan moeten geloven. In 1805 werd bij keizerlijk besluit echter toegestaan de wallen en poorten te behouden. Daardoor konden er later wandelvesten worden aangelegd. Die zijn echter verdwenen bij de aanleg van de ringweg.

## Het Verenigd Koninkrijk der Nederlanden (1815 - 1830)

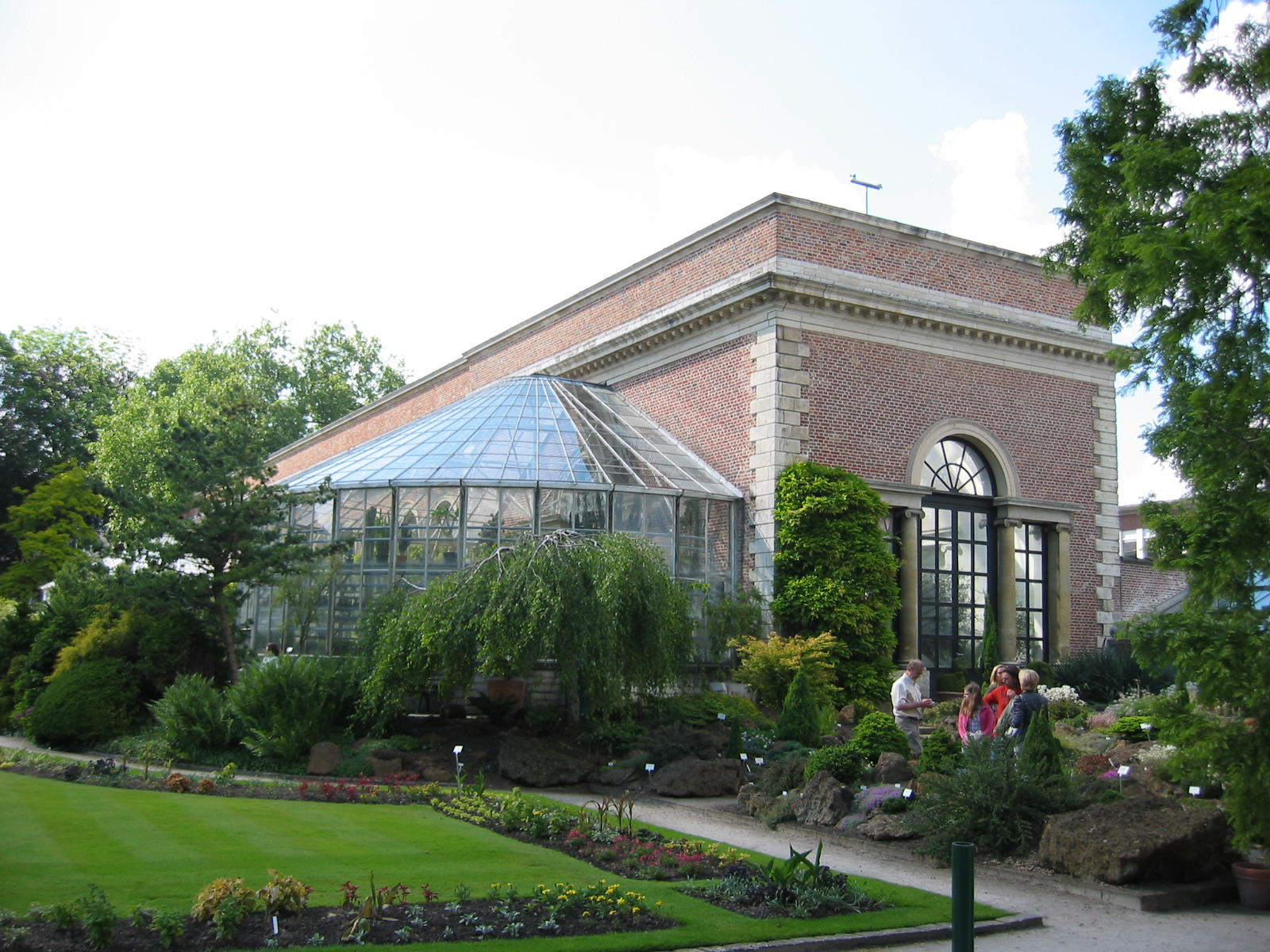
De oranjerie in de Kruidtuin.

Onder Willem I kreeg Leuven enkele van zijn kunstschatten terug. Ook was de koning begaan met het onderwijs. Zo werd Leuven opnieuw een universitaire stad: op 6 oktober 1817 werd de Rijksuniversiteit Leuven geopend. Het was een neutrale en niet-confessionele universiteit, en een groot aantal professoren van deze Rijksuniversiteit Leuven was al hoogleraar aan de gesloten oude universiteit van Leuven.
Ook werd de Kruidtuin voorzien van een nieuwe oranjerie.
Rond deze tijd werd ook, zoals eerder vermeld, het gotisch Tafelrond afgebroken, het stadhuis werd gelukkig gespaard. Het werd zelfs gerestaureerd, iets wat nieuw was voor die tijd.
Toen in 1830 de onafhankelijkheidsstrijd begon in Brussel, werd in Leuven een vrijheidsboom geplant. Leuven werd nog even belegerd door de geregelde Nederlandse troepen, op 23 september 1830, maar met hulp van boeren uit de omgeving werden ze verdreven.
Het Voorlopig Bewind werd opgericht. Onder de leden was een Leuvenaar, Sylvain Van de Weyer.
Tijdens de Tiendaagse Veldtocht lag Leuven in de vuurlinie. Bij de zogenaamde Slag bij Leuven op 12 augustus 1831 werd de stad omsingeld. Totdat er Franse hulptroepen naderden. Te Pellenberg, een dorp bij Leuven, werd de wapenstilstand getekend.
Een van de voorwaarden was een symbolische inname van Leuven. Leuven moest dus weer een oorlogsschatting betalen.
Op 13 augustus 1831 namen de prinsen Willem en Frederik de stad in. Dit deden ze met een wandeling door de stad. Ze gingen ook een glas bier drinken in een herberg.

## Het Belgische Leuven (1830 - 1914)
Na de onafhankelijkheid bloeide Leuven weer als nooit tevoren. Er werd een spoorweg aangelegd - op 10 september 1837 was die naar Mechelen klaar, twee weken later die naar Tienen - en de Vaart vernieuwd. Het huidige station werd gebouwd in 1879, later de spoorweg naar Charleroi. Leuven was nu een belangrijk spoorwegknooppunt.
De industrie groeide; er waren onder andere brouwerijen, textielbedrijven en metaalwerkplaatsen. In 1850 waren er 175 stoommachines in de stad. Dit zorgde voor een bevolkingsgroei van 18.000 naar 42.000 in honderd jaar. Daardoor ontstonden diverse zogenaamde gangen, kleine straatjes met goedkope, armoedige huisjes. Cholera en tyfus tierden welig. Men deed uiteindelijk toch een poging de situatie te verbeteren, onder andere met de overwelving van de Dijle en de Voer. Daarnaast werden er waterleidingen aangelegd, ter vervanging van pompen. Die hadden namelijk als bezwaar dat ze vaak droog vielen en de kans op vervuiling was groot.
In 1835 verschenen de eerste gaslantaarns in de straten.
Van zodra de Leuvense Rijksuniversiteit in 1835 werd afgeschaft, beslisten de bisschoppen om de Katholieke Universiteit van Mechelen naar Leuven te verhuizen en de naam Katholieke Universiteit Leuven aan te nemen. De bisschoppen hadden deze Katholieke Universiteit van Mechelen in 1834 gesticht in de geest van de katholieke herovering van paus Gregorius XVI. De aankondiging van de oprichting van de Katholieke Universiteit van Mechelen door de bisschoppen veroorzaakte ernstig oproer in de liberale stad Leuven vrezende dat het openbaar onderwijs in het gedrang zou komen.
Ook het religieuze leven kwam terug: de Abdij van 't Park en Abdij van Keizersberg werden geopend. Een nieuwe school, het Heilig-Hartinstituut, werd opgericht door Xavier Temmerman in de Halfstraat, maar verhuisde als snel naar Heverlee.

De tot dan toe leeg gebleven nissen van het stadhuis werden gevuld met beelden: 160 beelden werden tussen 1874 en 1880 geplaatst in de openingen. Het stadhuis moest ook een tweede maal gerestaureerd worden, bij de eerste restauratie waren er namelijk slechte stenen gebruikt.
Ook de Sint-Pieterskerk werd onder handen genomen. De huizen die tegen de kerk stonden, moesten eraan geloven.
Grote werken werden gepland, maar door de uitbraak van de Eerste Wereldoorlog moesten deze gestaakt worden.

## De twee wereldoorlogen (1914 - 1945)

### DeEerste Wereldoorlog

#### Brand

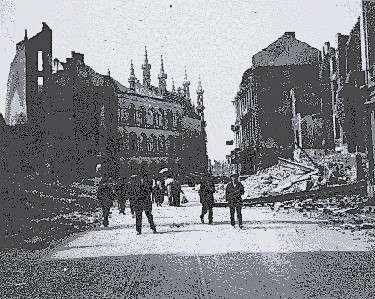
Een zicht op de ravage. Achteraan is het stadhuis zichtbaar.

Het Duitse leger viel op 4 augustus België binnen. Op 20 augustus werd Leuven bezet. De bezetting leek rustig te verlopen, tot op 25 augustus het bericht rondging dat er Engelse en Belgische soldaten onderweg zouden zijn. Die dag werden er - volgens Duitse soldaten - vuurpijlen afgeschoten en werd er vanuit enkele huizen geschoten op de Duitse troepen, zelfs vanuit hotels waar er Duitsers logeerden. De soldaten drongen die huizen binnen, schoten iedereen neer die ze gewapend vonden en staken hun huizen in brand. De onrust duurde enkele dagen, totdat de inwoners uit Leuven moesten vertrekken, waarna op 29 augustus de stad in brand werd gestoken. Grote delen rond het station en in het centrum werden in de as gelegd. Alleen het stadhuis werd gespaard, omdat het diende als huisvesting voor hoge Duitse officieren. Door toedoen van professor Lodewijk Scharpé kon de buurt van het Groot Begijnhof gevrijwaard blijven van vernieling. Als resultaat van de brandstichting werden 1081 huizen helemaal vernield. Er kwamen 209 burgers om, onder wie eenentwintig vrouwen, zes geestelijken, elf kinderen (waaronder één kind van zes maanden) en drie tachtigjarigen.
De Sint-Pieterskerk verloor haar dak, de kunstwerken binnen vielen ook ten prooi aan de vlammen.
Ook de universiteitsbibliotheek ging verloren. Naar schatting 1000 handschriften, 800 incunabelen en 300.000 boeken, verzameld vanaf de stichting van de Katholieke Universiteit in 1834, brandden op. Hieronder pronkstukken verkregen of ten geschenke gekregen vanaf 1834 als de oprichtingsakte van de Leuvense Universiteit uit 1425, alsmede een door Karel V aan de oude Leuvense universiteit geschonken exemplaar van Andreas Vesalius' De humani corporis fabrica. Deze daad leverde de Duitsers de naam van respectloze 'barbaren' op en veroorzaakte over wereldwijd een schok van ongeloof en woede. Door deze wreedheden tegen haar burgerbevolking behoort Leuven tot de zeven Belgische martelaarsteden.
De Duitse regering stond niet toe dat een internationale delegatie de gebeurtenissen in Leuven zou onderzoeken. Ze deed zelf onderzoek. De resultaten waren een deel van het witboek dat verscheen op 10 mei 1915. De schuld werd volledig op de inwoners geschoven, of althans op de Belgen, want het onderzoek concludeerde dat er Belgische soldaten of vrijschutters in Leuven waren. De soldaten hadden zich voorbeeldig gedragen. Steeds weer klonk het excuus Man hat geschossen, men heeft op ons geschoten.
Vlak na de publicatie werd het witboek echter al afgekraakt door Fernand Mayence, archeoloog en professor aan de Leuvense universiteit. Zo werd er maar één getuigenis van een Leuvenaar opgenomen in de publicatie - en dan vermoedelijk nog omdat hij zich gunstig uitliet over de Duitsers - en de getuigenissen waren vaag, tegenstrijdig en onvolledig. "Er zijn driehonderd geweren gevonden in een kerk", "Ik kan u heel precies het huis vanwaar de bom gelanceerd werd beschrijven: het was aan de linkerkant, dicht bij de tweede lantaarn, geteld vanaf de eerste zijstraat". De conclusie van Mayence is dat de Duitsers zelf enkele oorlogspaarden loslieten in de stad om paniek te veroorzaken, waarna enkele soldaten in het wilde weg begonnen te schieten. Anderen, die hier niets van wisten, vuurden ook. Zo ontstond de verwarring, met alle gevolgen van dien.
De Nederlandse diplomaat Maurits van Vollenhoven was in Leuven toen de stad verwoest werd en heeft in zijn memoires een ooggetuigenverslag gegeven. Hij geeft in zijn ooggetuigenrapport de schuld van de excessen aan paniekerige Duitsers. Ook in zijn waarnemingen is geen sprake van Belgische provocaties.

#### Wederopbouw

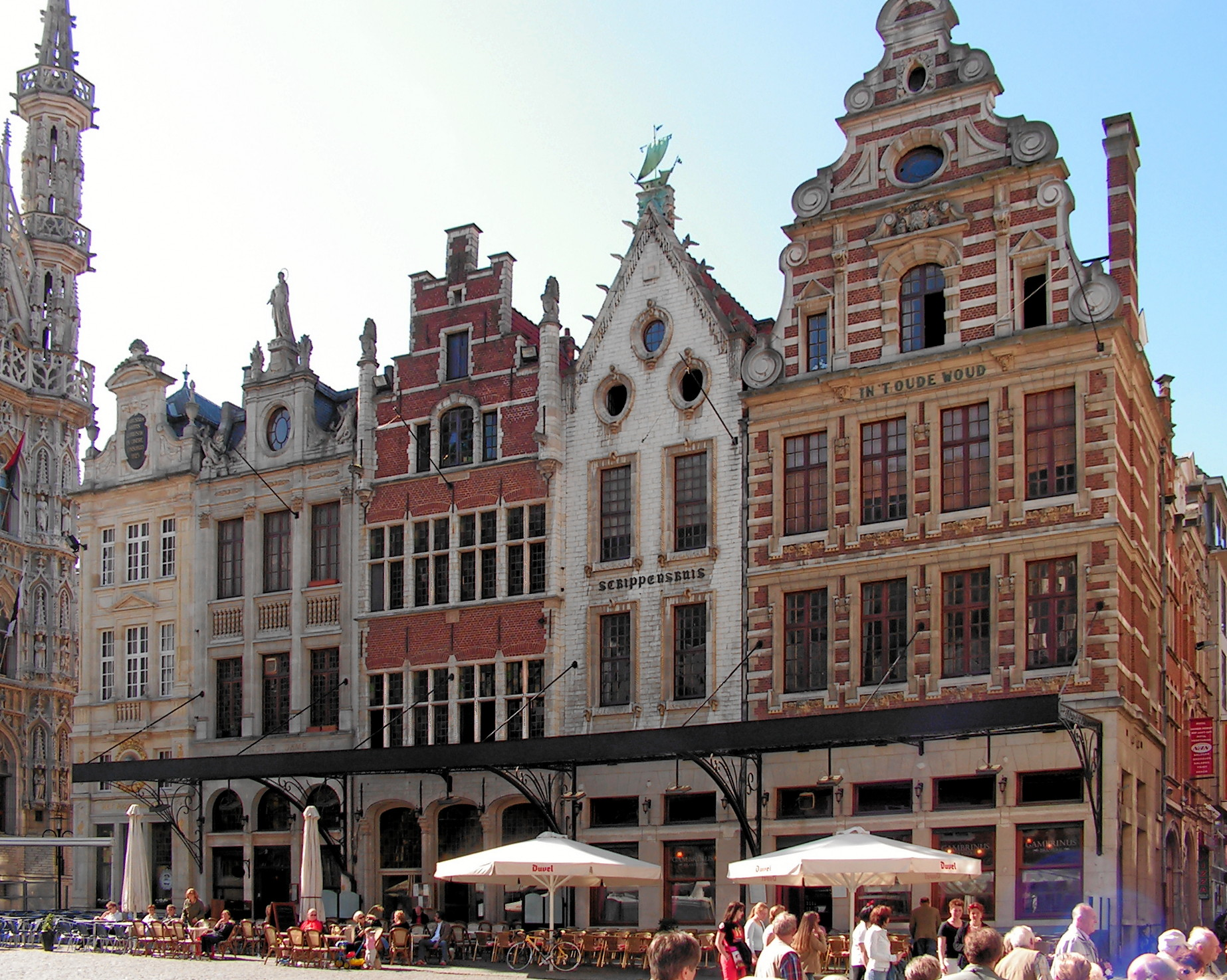
De huizen op de Grote Markt, gebouwd na de Eerste Wereldoorlog.

Bij de wederopbouw werd besloten om de stad te verfraaien. Zo werd opnieuw een gotisch Tafelrond gebouwd. De Brusselsestraat kreeg statige gebouwen. Ook de Grote Markt werd opnieuw herbouwd.
Men baseerde zich op oude stijlen, van voor de Franse bezetting, maar de  huizen hadden meer opsmuk dan voorheen. Verschillende straten werden verbreed (bijvoorbeeld de Naamsestraat) of verlegd (zoals de Parijsstraat - die kwam vroeger iets lager op de Brusselsestraat uit) en de sanering van de middeleeuwse slachthuiswijk werd voltooid, met de aanleg van onder meer het Matthieu de Layensplein, de Dirk Boutslaan (toen nog de "Avenue Albert") en de gebouwen van de huidige muziekschool SLAC.
Ook werd aan de inwoners die hun woning herbouwden een gedenksteen gegeven, die nog in verschillende gevels aanwezig is.

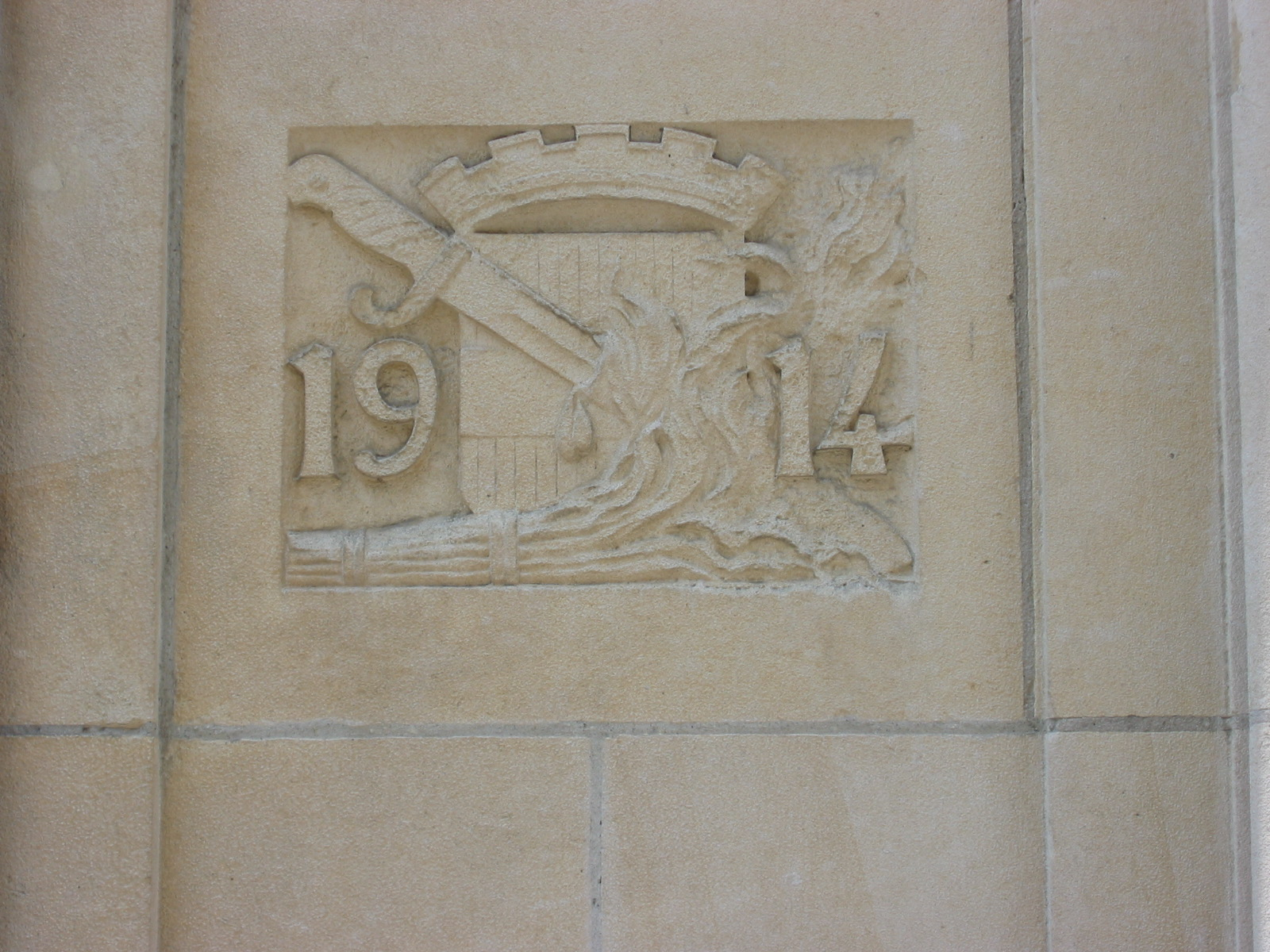
De gedenksteen met het wapen van Leuven, de stedenkroon, een zwaard en een fakkel (deze bevindt zich in de zijgevel van 'Het Moorinneken op de Grote Markt').

Leuven kreeg een nieuwe universiteitsbibliotheek, op het Monseigneur Ladeuzeplein. Mede op het initiatief van Herbert Hoover, de latere Amerikaanse president, werd de bibliotheek gebouwd, naar een ontwerp van Whitney Warren. Op 4 juli 1928 werd zij ingehuldigd.

De Sint-Pieterskerk werd ook weer in haar glorie hersteld. Het Laatste Avondmaal van Dirk Bouts werd weer samengesteld. Twee panelen waren tijdens de 19e eeuw in Duitsland verkocht, maar als oorlogsschatting keerden zij nu terug.

### De Tweede Wereldoorlog

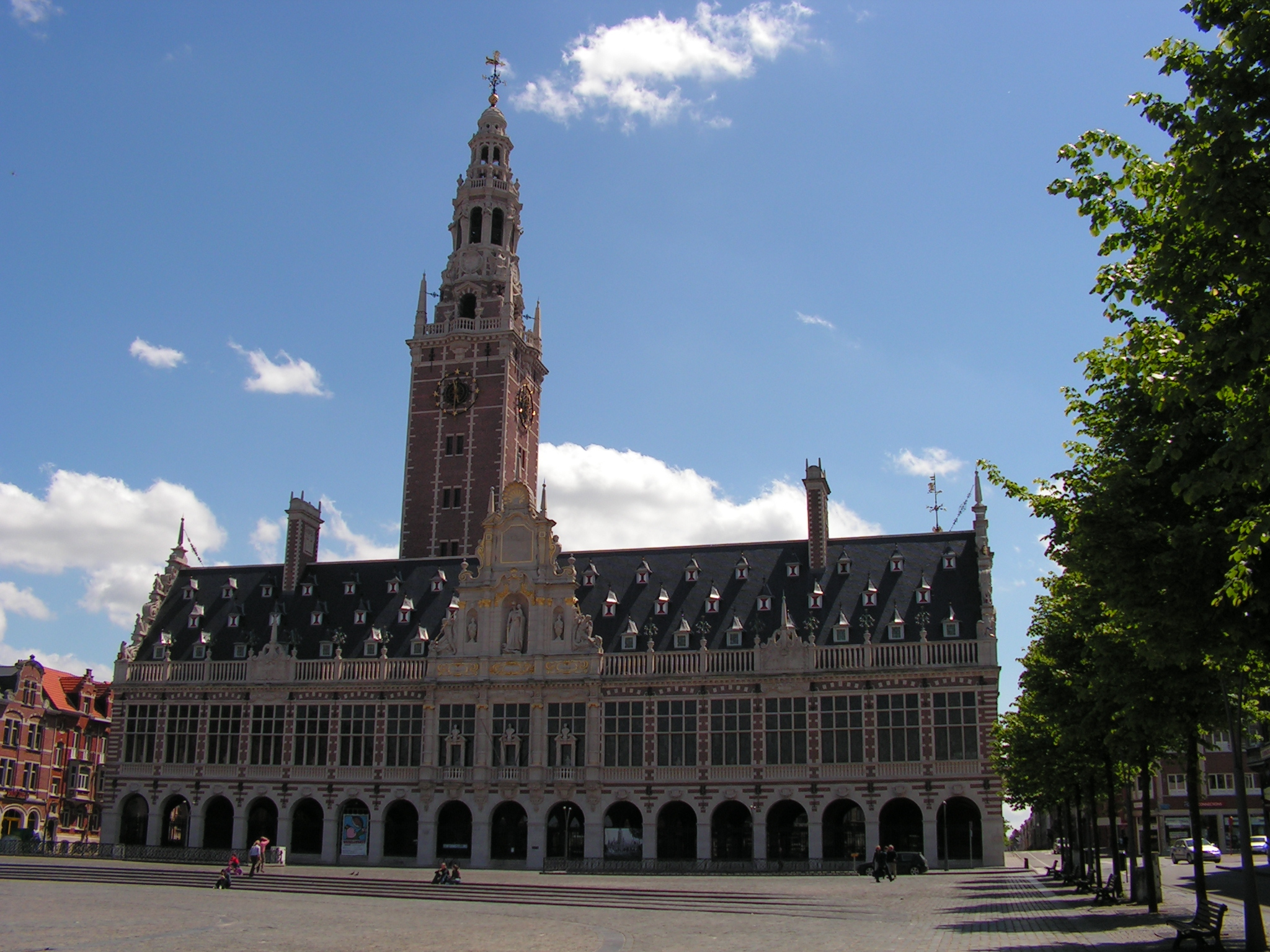
De universiteitsbibliotheek

Op 10 mei 1940 kreeg de wijk aan de Tiensepoort het zwaar te verduren onder de Duitse bommen. Er waren 101 dodelijke slachtoffers te betreuren. Drie dagen later werden de Vaartkom en andere delen van Leuven verder geteisterd door Duitse bombardementen. De Engelsen vluchtten op 16 mei de stad uit, de volgende dag kwamen de Duitsers.
En weer werd de universiteitsbibliotheek getroffen, deze keer tijdens een artillerieduel tussen Duitse en Britse troepen. 900.000 boeken werden opgeslokt door de vlammen. De brand van de bibliotheek werd de inzet van propaganda van zowel de Duitsers (die beweerden dat het verzet de brand had aangestoken) als de geallieerden (die beweerden dat de Duitse artillerie opzettelijk de bibliotheek heeft beschoten).
In de lente van 1944 werd Leuven zwaar gebombardeerd. Vooral 12 en 13 mei waren zware dagen. De Sint-Pieterskerk werd gedeeltelijk vernield, het beeldhouwwerk van het stadhuis ernstig beschadigd. Ook andere kerken werden beschadigd, evenals het pasgebouwde Tafelrond. Tijdens de terugtocht werd dit laatste in brand gestoken. Toen werden een aantal bruggen opgeblazen, wat voor nog meer schade zorgde.
Leuven stond weer voor een moeilijk herstel. Zo zou de renovatie van het stadhuis tot 1982 duren.

## Leuven Vlaams
De unitaire structuur van België werd in 1968 bijna onhoudbaar en een federalisering was niet meer af te wenden. Leuven had een tweetalige katholieke universiteit. De Vlaamse studenten waren bang dat de Franstaligen van Leuven een deel van Groot-Brussel zouden maken; een tweetalig gebied dus. De Vlaamse studenten eisten een overheveling van de Franstalige afdeling van de katholieke universiteit naar Wallonië. Uiteindelijk werd de Université Catholique de Louvain (UCL) naar Louvain-la-Neuve overgebracht en kwam de regering Vanden Boeynants-De Clerq ten val.